# SN 2010ac
SN 2010ac – supernowa typu Ic odkryta 13 lutego 2010 roku w galaktyce IC4352. W momencie odkrycia miała maksymalną jasność 16,60m.